# Ноћи бугија (албум)
Ноћи Бугија je Струкин албум издат 2012. за Bassivity Digital. На албуму се налази шеснаест песама. За четврту песму „Врати сећања“ је снимљен спот.

## Песме
На албуму се налазе следеће песме:
1. Samo toči feat. Toni Zen, Lud
2. Drolje 2
3. Život je kocka feat. Marko MaraQYa
4. Vrati sećanja feat. ill G, DJ Rokam
5. Kada spusti se dim feat. Komplex, Joell Ortiz
6. Svaki Božji dan
7. Born to shine feat. Mack Dames, Sofija Knežević
8. U duetu (RMX) feat. Marko MaraQYa
9. Nećeš me naći u klubu
10. Od nule feat. Reksona
11. Ne bi bilo OK feat. Priki
12. Pare feat. ill G
13. Tako emo stvar feat. Flip-Flop, Pancha, Nancy Makao
14. Stampedo feat. Cantwait, DJ BKO
15. Pesma o krađi kola
16. To je ljubav feat. Priki, Mrzovoljno Oko